# Sant Salvador d'Arboçols
Sant Salvador d'Arboçols és l'església parroquial del poble d'Arboçols, de la comuna del mateix nom, a la comarca nord-catalana del Conflent.
Està situada en el nucli de població d'Arboçols, al sud-oest del centre del petit poble.
En un inici, aquesta església era una simple capella, aïllada, dependent de la parroquial de Sant Eulàlia. Des del segle xii passà a dependre de Santa Maria de les Grades, de Marcèvol. Al voltant seu es va anar formant la població d'Arboçols, atès que el lloc on es dreçava la capella era de més bon defensar i, alhora, estava més a prop de les terres de conreu i dels molins de Nossa.
Entre finals del XIV i el segle xvii Sant Salvador va esdevenir la parròquia d'Arboçols, en detriment de l'església de Santa Eulàlia. La restauració recent de l'església ha permès treure a la llum allò que havia romàs amagat rere l'arrebossat de les parets, i han aparegut fragments de mur d'aparell medieval, restes d'una finestra preromànica, i altres elements que permeten situar l'església entre les esglésies romàniques del Conflent.